# Блес
Блес (люкс. Blees) — река в Люксембурге, протекает по территории коммун Хошайд и Тандель.

## Течение реки
Блес берет своё начало неподалёку от деревни Хошайд-Дикт в коммуне Хошайд. Длина реки составляет около 14 км. Водоток имеет бурное течение Впадает в Зауэр около деревни Блесбрук. Имеет ряд небольших притоков. Высота истока — около 500 м над уровнем моря, устья — около 192 м.

## Флора
Изучение неофитов в реках Люксембурга показало в 2013 году, что на берегах Блеса распространены недотрога железистая и недотрога мелкоцветковая, а у впадения в Зауэр также сумах оленерогий, робиния ложноакациевая и рейнутрия японская. Сравнение с анализом 2006/2007 года показало, что распространение недотроги железистой у Блеса не изменилось.

## Достопримечательности
На берегу Блеса расположена военная база.